# Chlunodynerus cluniculus
Chlunodynerus cluniculus är en stekelart som först beskrevs av Henri Saussure 1870.  Chlunodynerus cluniculus ingår i släktet Chlunodynerus och familjen Eumenidae. Inga underarter finns listade i Catalogue of Life.